# Trichonitocris tibialis
Trichonitocris tibialis là một loài bọ cánh cứng trong họ Cerambycidae.